# Арман Іпполіт Луї Фізо
Арма́н Іпполі́т Луї́ Фізо́ (фр. Armand-Hippolyte-Louis Fizeau; 23 вересня 1819, Париж — 18 вересня 1896) — видатний французький фізик, член Паризької академії наук (1860).

## Наукова біографія
Фізо, син професора паризького медичного факультету, по закінченні курсу в коледжі Св. Станіслава готувався до медичної кар'єри, проте дуже слабке здоров’я не дозволило йому це здійснити. Фізо відвідував лекції Франсуа Араго з астрономії, Реньо — з оптики, а також курси з літографії Політехнічної школи. У віці 19 років він зайнявся дагеротипами і вже через два роки удосконалив даний процес, використавши хлористе золото та бромоване срібло.
Перші його наукові праці були опубліковані в 1840—1841 роках у звітах Паризької академії наук. У цих статтях він перший показав прийоми, за допомогою яких можна отримати якісне дагеротипне зображення. Протягом трьох років (1844—1847) Фізо досліджував хімічну дію різних частин сонячного спектру на дагеротипну пластинку. В цей період за допомогою вольтової дуги він винайшов метод отримання інтерференції за допомогою призми при великих різницях ходу променів світла.
У 1848 році Фізо в статті довів на простому акустичному досліді реальність принципу Доплера. Крім того, проводячи аналогію між тонами і кольорами, Фізо перший указав на зміщення ліній у спектрах небесних світил, якщо існує відносне переміщення (у напрямку зору променя) світлового джерела та спостерігача.
На сьогодні принцип Доплера називають принципом Доплера — Фізо. У 1849 році Фізо запропонував новий спосіб визначення швидкості світла за допомогою зубчатих коліс, що швидко обертаються («С. R.», XXIX), описаний сьогодні в підручниках фізики. В 1850 році Фізо разом з Гуннелем (Gounelle) опублікували результати своїх дослідів щодо швидкості розповсюдження електричних сигналів у телеграфних дротах («С. R.», XXX).
У 1851 році Фізо здійснив свій знаменитий експеримент з вияснення впливу швидкості матеріального середовища (води) на швидкість світла. В 1853 році Фізо звернув увагу на значення конденсатора, введеного в первинну ланку румкорфової спіралі. В 1862 році (в «Ann. de Ch. et de Ph.», LXVI) Фізо розпочав свої класичні досліди над коефіцієнтами розширення твердих тіл за методом інтерференційних смуг. Ці дослідження мають велике значення для метрологічних робіт.
Більшість свої дослідів Фізо проводив на свої особисті кошти. Фізо був членом інституту (1860), Бюро довгот (1878) та Королівського лондонського товариства (1875). За оптичні дослідження Фізо було премійовано в 1866 році великою медаллю Румфорда. В 1864 році Фізо запросили екзаменатором до Політехнічної школи, проте в 1867 році залишив школу, бажаючи бачити на своєму місці улюбленого учня — Альфреда Корню (Marie Alfred Cornu).
Ім’я Фізо внесено в список найбільших учених Франції, розміщений на першому поверсі Ейфелевої вежі.